# Thierschneck
Thierschneck település Németországban, azon belül Türingiában. Lakosainak száma 106 fő (2023. december 31.). Thierschneck Schkölen és Frauenprießnitz községekkel határos.

## Népesség
A település népességének változása:
| Lakosok száma | 104  | 106  | 106  | 109  | 106  |
|               | 2017 | 2019 | 2021 | 2022 | 2023 |